# Ponce de Rochebaron
Pour les articles homonymes, voir Ponce (homonymie) et Ponce de Thoire.
Ponce de Rochebaron, que la tradition a désigné par erreur sous les noms de de Villars ou de Thoire ou encore de Thoire de Villars, est un évêque de Mâcon, sous le nom de Ponce II, de l'extrême fin du XIIe siècle et du début du siècle suivant. 
Les origines de Ponces ont fait débat tant sur son placement dans la liste épiscopale, les auteurs le confondant parfois avec Ponce I, que pour son patronyme, certains auteurs le rattachant à la Maison de Thoire-Villars ou plus probablement aux Villars. Les travaux de l'archiviste Marie-Claude Guigue (1881) ont permis de de clarifier la situation.

## Biographie

### Origines
Ponce de Rochebaron est connu par un acte, du début du XIIIe siècle, dans lequel il est dit évêque élu de Mâcon (Poncii de Rochabaronis, tune electi Matisconensis),.  L'analyse du parchemin permet à l'archiviste Marie-Claude Guigue (1881) de donner l'année 1202. Les historiens, avant les travaux de Guigue, considéraient que le prélat était mort vers 1166 ou 1167, l'associant ainsi à Ponce I, dans la liste épiscopale, comme par exemple le Gallia Christiana (GC, édition 1728) ou encore Charles de La Rochette (1867). Deux prélats ont bien siégé à Mâcon, Ponce I, entre 1144 à 1167 et Ponce II de 1199 à 1221. Il faut attendre le XVIIe siècle pour que les auteurs associent un nom de famille aux prélats. L'édition de 1656 du Gallia Christiana (t. 3, p. 681) indique que Ponce I porte le nom de Rochebaron.
Les auteurs Jacques Severt (Chronologia historica archiantistitum Lugdunensium, 1618), Pierre Bullioud (Lugdunum sacroprophanum, 1628) en ont fait un membre de de la famille de Villars (Dombes). Les auteurs de la première édition du Gallia Christiana ont repris ces travaux. Samuel Guichenon (1650) en fait un membre de la famille de Thoire (Bugey). Enfin, les bénédictins, dans le Gallia Christiana nova (t. 4, col.1075), le nomment Ponce de Thoire de Villars. 
L'analyse de Guigues démontre que les auteurs ont confondu les deux et que Ponce I semble bien, notamment selon l'obituaire de Meyriat, appartenir à la famille de Villars. 
Guigue (1881) conclut que Ponce II s'appelle de Rochebaron,.

### Carrière
Ponce est chanoine et précenteur du chapitre de Lyon, de 1173 à 1193,.
Ponce II semble monter sur le trône épiscopal de Mâcon, vers 1199 (GC).
Selon l'obituaire de Notre-Dame de Beaujeu, Ponce II serait mort le « 15 avant les calendes de novembre », soit le 18 octobre. Severt, Guichenon ou les auteurs du Gallia Christiana plaçaient, d'après le nécrologe de la cathédrale Saint-Vincent de Mâcon ainsi qu'une inscription de l'église de Ferté-sur-Grosne, sa mort le « 2 avant les calendes de mai », soit le 30 avril. Guigue (1881) conclut qu'il est mort le 30 avril 1221,.